# Comuna de Błonie
Błonie (polaco: Gmina Błonie) é uma gminy (comuna) na Polónia, na voivodia de Mazóvia e no condado de Warszawski zachodni.
De acordo com os censos de 2004, a comuna tem 19 696 habitantes, com uma densidade 229,5 hab/km².

## Área
Estende-se por uma área de 85,84 km², incluindo:
- área agricola: 86%
- área florestal: 0%

## Demografia
Dados de 30 de Junho de 2004:
|                      | Total   | Total | Mulheres | Mulheres | Homens  | Homens |
| -------------------- | ------- | ----- | -------- | -------- | ------- | ------ |
|                      | pessoas | %     | pessoas  | %        | pessoas | %      |
| População            | 19 696  | 100   | 10 347   | 52,5     | 9349    | 47,5   |
| Densidade (pop./km²) | 229,5   | 100   | 120,5    | 120,5    | 108,9   | 108,9  |

De acordo com dados de 2002, o rendimento médio per capita ascendia a 1534,36 zł.

## Subdivisões
- Białutki, Białuty, Bieniewice, Bieniewo-Parcela, Bieniewo-Wieś, Błonie-Wieś, Bramki, Cholewy, Dębówka, Górna Wieś, Konstantów, Kopytów, Łaźniew, Łaźniewek, Łąki, Marysinek, Nowa Górna, Nowa Wieś, Nowe Faszczyce, Nowy Łuszczewek, Piorunów, Radonice, Radzików, Rochaliki, Rokitno, Stare Faszczyce, Stary Łuszczewek, Wawrzyszew, Witanów, Witki, Wola Łuszczewska, Żukówka.

## Comunas vizinhas
- Baranów, Brwinów, Grodzisk Mazowiecki, Leszno, Ożarów Mazowiecki, Teresin